# Adrian Monger
Adrian Monger (1932. december 6. – Perth, 2016. július 10.) olimpiai bronzérmes ausztrál evezős.
Az 1956-os Melbourne-i olimpián bronzérmet szerzett nyolcpár evezésben.